# Bundesstraße 100
De Bundesstraße 100 (kortweg B100) is een Duitse bundesstraße in de deelstaat Saksen-Anhalt.
De weg verbindt Halle (Saale) met de B2 ten zuiden van Lutherstadt Wittenberg. Onderweg sluit de B100 bij Halle aan op de A14 en bij Brehna op de A9. Tussen Halle en de aansluiting met de A9 is de weg uitgevoerd als vierstrooksweg.

## Routebeschrijving
De B100 begint in Halle op een en afrit van de B6 en kruist bij afrit Halle/Peißen de A14.De B100 loopt verder en kruist bij afrit Halle (saale) de A9. De B100 vloopt langs Brehna, waarde B183a aanslui, door Bitterfeld-Wolfen, waar ze samenloopt met de B184 en de B183. De B100 loopt duur  Muldestausee en langs Gräfenhainichen waar waar ze samenloopt met de B107. De B100eindigt dan bij Eutzsch, even ten zuiden van Lutherstadt Wittenberg, op de B2.
B1 · B2 · B4 · B6 · B6n · B7 · B19 · B27 · B62 · B71 · B71n · B79 · B80 · B81 · B84 · B85 · B86 · B87 · B88 · B89 · B90 · B91 · B92 · B93 · B94 · B95 · B96 · B97 · B98 · B99 · B100 · B101 · B107 · B115 · B156 · B169 · B170 · B171 · B172 · B172a · B172b · B173 · B174 · B175 · B176 · B178 · B180 · B181 · B182 · B183 · B183a · B184 · B185 · B186 · B187 · B187a · B188 · B189 · B190 · B190n · B242 · B243 · B244 · B245 · B245a · B246 · B246a · B247 · B248 · B248a · B249 · B250 · B278 · B280 · B281 · B282 · B283 · B285